# هشام بلقروی
هشام بلقروی (انگلیسی: Hicham Belkaroui؛ زادهٔ ۲۴ اوت ۱۹۹۰) بازیکن فوتبال اهل الجزایر است.
از باشگاه‌هایی که در آن بازی کرده‌است می‌توان به باشگاه فوتبال آفریقایی، باشگاه فوتبال اتحاد الحراش، و باشگاه فوتبال دیپورتیوو ناسیونال اشاره کرد.
وی همچنین در تیم‌های ملی فوتبال الجزایر بازی کرده‌است.